# Brittenia
Brittenia é um género botânico pertencente à família Melastomataceae.